# Михаило Валтровић
Михаило Валтровић (Београд, 17/29. септембар 1839 — Београд, 9/22. септембар 1915) био је српски археолог, културни радник, професор универзитета и академик. Валтровић је био професор археологије на Филозофском факултету у Београду и утемељивач српске археологије.
Оснивач је, иницијатор и први председник Српског археолошког друштва. Валтровић је пионир систематског истраживања цркава из периода српског средњовековља. Уређивао је први национални археолошки часопис и обављао дужност управника Народног музеја. Радио је на промоцији српске културе у иностранству, обављао саветодавне послове у неколико државних институција и био члан Српског ученог друштва.

## Биографија
Михаило Валтровић је у Београду завршио природњачки одсек Лицеја. После кратког службовања у Главној управи грађевина одлази као државни питомац у Карлсруе, где изучава архитектуру.
По повратку 1866. је у грађевинској струци, а затим постаје професор реалке за техничке предмете. Од 1875. је професор Велике школе, а од 1881. добија катедру археологије.
Као управник (чувар) Народног музеја (1881—1895) поставио је темеље његовом развоју. Године 1882, врши прва научна ископавања у Виминацијуму.
Био је члан, а затим председник Уметничког одбора Српског ученог друштва, а од 1887. редован члан САН-а.
Његови обимни научни радови имају за предмет проучавања српско уметничко наслеђе. Многа од својих научних истраживања и снимања средњовековних манастира, Валтровић је радио са архитектом Драгутином Милутиновићем.
Оснивач је Српског археолошког друштва 1883. и покретач првог стручног часописа Старинар чији је уредник од 1884. до 1907. Бавио се ликовном критиком.
Решење владарске инсигније Ордена Светог кнеза Лазара је урадио Михаило Валтровић 1889. године.
Главни одбор на челу са Михаилом Валтровићем изабрао је инсигније за Круну краља Петра I Карађорђевића.
Био је старешина масонске ложе „Слога, Рад и Постојанство”.

## Награда „Михаило Валтровић“
Награду „Михаило Валтровић“ додељује Музејско друштво Србије. 2005. је додељена двема изложбама Музеја Војводине.

## Одабрана дела
Валтровићева биографија је обимна и разноврсна. До сада није систематски обрађена.
- Грађа за историју уметности Србије - Београд 1874
- (на немачком језику) - Беч 1878
- Поглед на стару српску црквену архитектуру - Београд 1889